# XY Lyrae
XY Lyrae (XY Lyr) es una estrella variable situada en la constelación de Lira.
Se encuentra aproximadamente a 526 pársecs o 1720 años luz del sistema solar.
XY Lyrae está catalogada como gigante roja luminosa de tipo espectral M4-5II-III.
Su temperatura superficial máxima es de 3350 K.
Tiene una luminosidad bolométrica —que incluye la luz infrarroja, que es la región del espectro en la cual radia la mayor parte de su energía— casi 17.000 veces mayor que la del Sol.
Su radio, calculado por modelos teóricos, es unas 380 veces más grande que el del Sol. Esta cifra concuerda con la obtenida a partir de la medida directa de su diámetro angular —6,90 ± 0,30 milisegundos de arco—, equivalente a 391 radios solares.
Sin embargo, no es una estrella especialmente masiva; aunque su masa es incierta, ésta se estima en unas 2,3 masas solares.
La variabilidad de esta gigante roja fue reseñada por vez primera en 1919 por T.H.E.C. Espin.
Catalogada como variable irregular pulsante de tipo LC, su brillo varía entre magnitud aparente +5,80 y +6,35.
Se ha detectado un posible período de 122 días.